# Dave Hobson
David Lee Hobson (ur. 17 października 1936 w Cincinnati, zm. 6 października 2024 w Dayton) – amerykański polityk, członek Partii Republikańskiej. W latach 1991–2009 przez dziewięć kadencji Kongresu Stanów Zjednoczonych był przedstawicielem siódmego okręgu wyborczego w stanie Ohio do Izby Reprezentantów Stanów Zjednoczonych.